# Aspathines
Aspathines (altgriechisch Ἀσπαθίνης, altpersische Transkription Aspacanah-, altpersische Transliteration a-s-p-c-n-a, elamisch Ašbazana), Sohn des Prexaspes, war ein persischer Adliger des Achämenidenreichs im 5. vorchristlichen Jahrhundert.
Sein Vater hatte bereits dem Großkönig Kambyses II. gedient, für diesen den Prinzen Bardiya ermordet und sich am Vorabend des Staatsstreichs von 522 v. Chr. das Leben genommen. Aspathines hatte noch einen Bruder gehabt, der von Kambyses II. getötet wurde.
Bekannt ist Aspathines durch seine Reliefdarstellung an den Gräbern der Großkönige Dareios I., Xerxes I. und Artaxerxes I. in Naqsch-e Rostam. Am Grab des Dareios I. ist er mit der Inschrift DNd neben Gobryas als einziger namentlich genannter Würdenträger des königlichen Hofes aufgeführt. In persischer Reittracht gekleidet trägt er die Waffen des Königs, in der linken Hand einen Bogen, dazu über der linken Schulter ein Bogenfutteral und in der rechten Hand eine Streitaxt. Weitere Abbildungen können ihm im Thronsaal und Schatzhaus von Persepolis zugeschrieben werden, wenngleich hier ohne inschriftliche Bestätigung. Durch erhaltene Tontafelfunde, aus denen auch sein Patronym zu erschließen ist, kann seine Existenz bis in das dritte Regierungsjahr des Xerxes I. (483 v. Chr.) belegt werden.

## Etymologie
Der Name Aspathines war im Altpersischen weit verbreitet. Er setzt sich aus Wörtern der medischen und altpersischen Sprache zusammen. *aspa- bedeutet Pferd und *canah- Gefallen, beziehungsweise Verlangen. Das zusammengesetzte Wort kann mit an Pferden Gefallen findend übersetzt werden. Der Name des Gefolgsmanns von Dareios I. ist von der Inschrift DNd, verschiedenen Tontafeln der Verwaltungsarchiven von Persepolis und Herodot überliefert.

## Titel und Position am Hof
Die achämenidischen Könige gewährten jungen persischen Adligen Titel am Hof, die von Quellen verschiedenster Herkunft überliefert sind. Griechische Quellen erzählen, dass Kyros II. Herr der Stabträger, danach Herr der Knappen am Hof von Astyages war. Er soll auch königlicher Mundschenk am medischen Hof gewesen sein, die gleiche Position, die der Sohn von Prexaspes für Kambyses II. einnahm. Dareios I. war Köcherträger von Kyros II. und Lanzenträger von Kambyses II. Die Verwaltungsarchive von Persepolis liefern Informationen über den persischen Hofadel aus wirtschaftlicher Sicht. Sie berichten von wirtschaftlichen Funktionen der Titelträger und ihrem großen Einfluss am Hof. Man vermutet, dass diese die bezeichneten Rollen nicht wirklich ausgeführt hatten, ausgenommen vielleicht an zeremoniellen Anlässen.
Aspathines ist neben Gobryas nicht nur auf drei Reliefs an den Gräbern von Naqsch-e Rostam dargestellt, sondern wird am Grab von Dareios I. auch namentlich erwähnt. Er trägt auf der Inschrift DNd die Titel Gewandträger/Kammerherr und Träger des Bogenkastens.
Die Position von Aspathines als Gewandträger/Kammerherr musste am achämenidischen Hof beträchtlich gewesen sein. Mehrere Texte der Verwaltungsarchive von Persepolis lassen vermuten, dass er als Direktor eines Büros in Persepolis fungierte. Er autorisierte Dokumente mit Siegeln und in den Unterschriften zu seinen Briefen wurden nicht nur der Schreiber, sondern auch verschiedene Mitglieder des Verwaltungspersonals genannt. Den Verwaltungsarchiven von Persepolis zufolge hatte er diese Position vom 28. Regierungsjahr von Dareios I. bis zum 3. Regierungsjahr von Xerxes I. (496 v. Chr. bis 483 v. Chr.) inne.

## Die Axt als Hoheitszeichen
Die Streitaxt, die Aspathines auf der Darstellung in Naqsch-e Rostam in der rechten Hand trägt, könnte das Hoheitszeichen (Insigne) seines Büros gewesen sein. Verschiedene Insignien wie Streitkolben, Zepter oder Stöcke sind aus neoassyrischen und achämenidischen Zeit bekannt. Zwei Überlieferungen stammen aus dem 20. Jahrhundert v. Chr. vom elamischen Hof. Auf einem Siegel übergibt Idaddu I. dem Schreiber/Kanzler bei dessen Amtseinführung eine Axt. Bei der zweiten Überlieferung handelt es sich um eine Inschrift auf einer Axt, die sagt, dass die Axt ein Geschenk von Attašušu an Ibni-Adad sei, der die Position des Schreibers/Kanzlers unter Attašušu innegehabt habe. Das Relief Kul-e Farah I aus der neuelamischen Periode zeigt eine Person, hinter dem übereinander zwei hohe Beamte stehen. Die obere Figur hält einen Köcher und einen Bogen und trägt ein Schwert an ihrer Seite. Die Szene ist offensichtlich ein Vorläufer der Darstellung am Grab von Dareios I., auf der hinter dem König Gobryas und Aspathines übereinander abgebildet sind.

## Verwechslung bei Herodot
In seiner Auflistung der sieben Verschwörer gegen den Usurpator Gaumata (der falsche Bardiya) hatte der griechische Geschichtsschreiber Herodot auch einen „Aspathines, Sohn des Prexaspes“ genannt, der von „hohem persischen Adel“ war. Gegenüber der Namensliste in der Behistun-Inschrift wird jedoch eine Abweichung bei einem der Namen auffällig. Denn statt ein Aspathines wird hier Ardumaniš, Sohn des Vahauka, als Mitverschwörer genannt. Offensichtlich ist Herodot hier ein Irrtum in der korrekten Wiedergabe der Verschwörernamen unterlaufen, die ansonsten bis auf diesen einen korrekt ist. Es ist nicht auszuschließen, dass ihm dieser Irrtum unter dem Eindruck der prominenten Stellung des Aspathines am königlichen Hof in den späten Jahren des Dareios I. und frühen des Xerxes I. unterlaufen ist, zumal er auch um die Biographie dessen Vaters Prexaspes Bescheid wusste, dessen Ende er wenige Absätze vor dem Staatsstreich von 522 v. Chr. noch beschrieben hatte. Ardumaniš hingegen scheint bis auf sein Mitwirken an der Verschwörung nicht weiter in prominenter Position hervorgetreten zu sein, da es von ihm bis auf die Behistun-Inschrift, vielleicht wegen eines frühen Todes, keine weiteren Zeugnisse gibt. Der am Dareios-Grab so herausgehoben neben dem Verschwörer Gobryas stehende Aspathines muss für Herodot daher als beteiligter Mitverschwörer außer Frage gestanden zu haben.
Herodot war nicht der einzige, dem bei den Verschwörernamen ein Irrtum unterlaufen war. Aischylos hatte den Artaphernes, einen Bruder des Dareios, offenbar in Verwechslung mit Intaphrenes zum Verschwörer gemacht und Ktesias, der am Hof der Achämeniden lebte, nannte sogar fünf gänzlich falsche oder stark verfremdete Namen.
Der ebenfalls von Herodot für das Jahr 480 v. Chr. genannte Flottenkommandant namens Prexaspes, Sohn des Aspathines, dürfte ein Sohn des Waffenträgers Aspathines und nicht des Verschwörers Ardumaniš gewesen sein.